# Medical Simulation Center de Tunis
Le Medical Simulation Center de Tunis (MSC) est un centre de simulation de santé privé situé à Tunis en Tunisie.

## Historique
Inauguré en novembre 2018, l'établissement est alors le premier centre de simulation médicale du Maghreb. Le centre appartient au réseau Honoris United Universities, qui y a investi quatre millions de dinars. Il s'étend sur 2 500 m2 et a pour vocation de former des médecins, des infirmiers et des étudiants en santé.
Dirigé par le professeur Chedli Dziri, le centre dispose de quatre unités de simulation équipées de mannequins connectés et de casques de réalité virtuelle.
En 2020, plus de 2 000 étudiants et professionnels ont été formés au MSC.

### Accréditations
Le centre a reçu l'accréditation de la Society for Simulation in Healthcare (en) en 2020. Le centre est également accrédité par l'Instance nationale de l'évaluation et de l'accréditation en santé tunisienne.